# Лестандер, Клас
Клас Лестандер (швед. Klas Lestander; 18 апреля 1931, Арьеплуг — 13 января 2023, там же) — шведский биатлонист, первый олимпийский чемпион по биатлону. 

## Биография
Лестандер родился в глубинке на севере Швеции в семье охотника. В конце 50-х годов начал заниматься биатлоном и свои охотничьи навыки использовал для завоевания олимпийских медалей. Поразить мишень для него было так же легко, как застрелить рысь, лося, белку или рябчика. Однако та историческая победа так и осталась единственной в спортивной биографии Лестандера и по ряду причин была случайной.
Он никогда не был выдающимся лыжником. В олимпийской индивидуальной гонке показал лишь 15-й ход и уступил почти пять минут ходом бронзовому призёру тех Игр Александру Привалову. Однако тогда правила биатлона отличались от современных. Стрельба велась из боевого оружия на четырёх разных рубежах, причём на последнем обязательно из положения стоя. Каждый промах наказывался не одной, а двумя минутами штрафа. Это и стало ключом к успеху шведа, ведь по нынешним правилам олимпийским чемпионом стал бы Привалов. Кроме того, звёзды сошлись так, что это была лучшая гонка в карьере Лестандера.
Клас Лестандер, завоевав золотую медаль на зимней Олимпиаде 1960 года, стал первым в истории олимпийским чемпионом по биатлону. До 2010 года оставался единственным шведом, завоевавшим золотую медаль в биатлоне на Олимпийских играх среди мужчин. Его по праву считают основателем легендарного клуба «Зеро», куда входят уже 65 спортсменов, побеждавших на чемпионатах мира и Олимпийских играх с безупречной стрельбой. На зимней Олимпиаде в Ванкувере через полвека его успех повторил соотечественник Бьёрн Ферри, взяв золото.
Клас Лестандер — культовая фигура для шведского биатлона. После его победы на ОИ-1961 оказалось, что и первым олимпийским чемпионом, и первым чемпионом мира по этому виду спорта, каковым стал за два года до того Адольф Виклунд, являются шведские спортсмены.
В неофициальной эстафетной гонке 3×7,5 км на чемпионате мира 1961 года Клас Лестандер занял третье место в составе сборной Швеции.
Скончался 13 января 2023 года.